# Enrique Baldivieso
Enrique Baldivieso Aparicio (Tupiza, Bolivia; 15 de abril de 1902 - Buenos Aires, Argentina; 16 de octubre de 1957) fue un abogado y político boliviano, vigésimo cuarto Vicepresidente de Bolivia desde el 6 de noviembre de 1938 hasta el 21 de julio de 1939 durante el gobierno del presidente Germán Busch Becerra.  
Tras la muerte del presidente Germán Busch Becerra el 23 de agosto de 1939, se produjo una sucesión inconstitucional en la Jefatura del Estado, por cuanto el Dr. Baldivieso había sido elegido vicepresidente en 1938. Sin embargo, al haberse declarado dictador el presidente Busch en 1939, la oposición política a su gobierno consideró que el orden constitucional había sido alterado y cuestionó la legitimidad del Dr. Baldivieso para asumir la presidencia. Este intentó convencer a los jefes militares pero el estamento militar ya había tomado la decisión de conformar un gobierno provisional presidido por el general Carlos Quintanilla.
| Predecesor: José Luis Tejada Sorzano | 24° Vicepresidente de la República de Bolivia 28 de mayo de 1938 - 24 de abril de 1939 | Sucesor: Julián V. Montellano Carrasco |